# Zygmunt Sienieński
Zygmunt Sienieński  z  Sienna herbu Dębno (zm. ok. 1500) – kanonik krakowski  i archidiakon zawichojski,  właściciel części Oleska, rycerz.       
Urodził się w rodzinie  Jana z Sienna, Jana Otha de Przeperow, Jana z Chotczy  (ur. w Siennie, zm. przed 1477) – podkomorzego przemyskiego, starosty sandomierskiego, kasztelana lwowskiego.
Matką jego była Barbara Wątróbka – córka Klemensa ze Strzelec, zwanego Wątróbką - herbu Oksza wdowa po Janie Kmicie z Wiśnicza zw. Tępym. Wraz ze swoimi braćmi używał nazwiska Oleski (od dóbr Olesko).  
Dziadkiem jego był Dobiesław z Oleśnicy i z Sienna, wojewoda sandomierski, a babką Katarzyna, córka Dymitra z Goraja herbu Korczak.
Był  bratankiem Jakuba z Sienna, arcybiskupa gnieźnieńskiego i  prymasa Polski.
Miał czterech braci: Dobiesława, Piotra, Jana, Pawła  Sienieńskiego.
Z czterech braci  Piotra Sienieńskiego  jeszcze jeden został duchownym - Dobiesław (zm. po 1477), który  został  kanonikiem gnieźnieńskim oraz dziekanem kieleckim i radomskim. Drugi brat Piotr z Sienna, (zm. między 1506 – 1510) prapradziad carowej Maryny Mniszchównej. Trzeci brat Paweł z Oleska, Sienna i Złoczowa (zm. przed 1498 był podkomorzym lwowskim. Czwarty brat Jan (Oleski), Jan z  Sienna i Oleska  (? – zm. między 1510–1513) – był podkomorzym sandomierskim.
Jego rodzina stała się jedną ze znamienitszych na Kresach Wschodnich I Rzeczypospolitej.

## Wywód genealogiczny
| 4. Dobiesław z Oleśnicy                        |  |                          |  |  |                       |
|                                                |  | 2. Jan z Sienna i Oleska |  |  |                       |
| 5. Katarzyna Oleśnicka, córka Dymitra z Goraja |  |                          |  |  |                       |
|                                                |  |                          |  |  | 1. Zygmunt Sienieński |
| 6. Klemens ze Strzelec zw. Wątróbka            |  |                          |  |  |                       |
|                                                |  | 3. Barbara Wątróbka      |  |  |                       |
| 7. Elżbieta z Marchocic                        |  |                          |  |  |                       |
|                                                |  |                          |  |  |                       |